# Офицерские флигели (Кронштадт)
Офице́рские фли́гели — комплекс из шести зданий в Кронштадте. Построены для офицеров кронштадтского Адмиралтейства в 1785—1788 и 1837—1843 гг. Объект культурного наследия регионального значения. Адреса: Советская улица, дома 37—47.

## История
После решения о переводе Адмиралтейства в Кронштадт адмиралом С. К. Грейгом составлен проект размещения офицерских и служительских флигелей вдоль всего Адмиралтейства с северной его стороны. Было запланировано строительство 12 офицерских флигелей, выходивших парадными фасадами на Екатерининскую и Большую Екатерининскую улицы, а перпендикулярно каждому из них должен был быть построен служительский флигель. На первом этапе было построено 6 служительских и 4 офицерских флигеля. Ещё два офицерских флигеля были возведены позднее, в 1837—1843 гг.
Основная часть комплекса построена в 1785—1788 гг. по проекту архитектора М. Н. Ветошникова. Дальнейшая перестройка ансамбля была связана с решением сделать основной, парадной улицей Большую Екатерининскую, а Екатерининскую, проходившую с северной стороны от офицерских флигелей, упразднить. Проект перестройки флигелей разработал архитектор Э. Х. Анерт. По этому же новому проекту, основанному на проекте Ветошникова с изменениями, возводились два новых флигеля, пятый (1837—1841) и шестой (1837—1843). Первый флигель был перестроен по проекту Анерта военным инженером А. А. Мартыновым в 1847—1848 гг., к 1858 году перестроены все флигели, кроме третьего. При этом третий офицерский флигель был перестроен в 1856—1858 гг. существенно сильнее, расширен и превращён в здание Морского офицерского собрания по проекту архитектора Р. И. Кузьмина
Офицерские флигели, кроме 3-го, более не перестраивались и по состоянию на 2018 год остаются жилыми домами.

## Архитектура
Все флигели строились по единому проекту, образуя ансамблевую застройку. Архитектурный стиль — поздний классицизм. Проект Анерта предусматривал 17 осей по фасаду (в отличие от проекта Ветошникова, где осей было 15). Другие изменения по проекту Анерта предусматривали перебивку окон, после чего окна второго этажа стали полуциркульными, ликвидацию боковых ризалитов с устройством центрального ризалита в 3 оси. Фасады зданий лаконичны, с минимумом декора. Первый этаж флигелей отделён тягой. К флигелям примыкают дворики с каменными оградами.